# おしゃべりはやめて
おしゃべりはやめて（A Little Less Conversation）はアメリカ合衆国のエルヴィス・プレスリーの楽曲。

## 解説

### オリジナル版
1968年3月7日ロサンゼルスのウェスタン・レコーダーズで映画「バギー万才」の挿入歌として録音。同年9月にシングルリリースされ全米69位を記録。映画の中ではプールサイド・パーティのシーンでエレン（セレスト・ヤナル）のために歌っている。
シングルバージョンはテイク16が採用されたが、1970年11月にCAMDENから発売された廉価版アルバム「オールモスト・イン・ラヴ(Almost In Love)」にはテイク10が収録されている。
「メモリーズ～'68カムバック・スペシャル」「68カムバック・スペシャル・ボックス 40周年記念エディション」などに収録されていたバージョンは後の調査で、68カムバックセッションで再録音されたものではなく「バギー万才」セッションで録音された別テイクであったことが判明した。

### リミックス版
このバージョンを元にジャンキーXLがリミックスした「ア・リトルレス・カンヴァセーション（A Little Less Conversation JXL Remix）」が2002年にシングルリリースされ全米26位。イギリス、メキシコ、アイルランド、ノルウェー、オーストラリア、オランダなど24カ国のチャートで1位を獲得し、日本でも30位まで上昇した。これによりエルヴィスはビートルズを抜いて、イギリスで最もチャート1位を獲得したアーティストとなった（総計18作品）。また、この曲はナイキの2002年FIFAワールド・カップのTVコマーシャルにも起用され、以後さまざまなCMや映画などで使用されている。
このリミックス・バージョンは3分30秒のラジオ・エディット、6:09秒のエクステンデッド・リミックス、6:22秒のJXLアルバム・バージョンの3種類がある。

## 収録アルバム
オリジナル・バージョン
- コマンド・パフォーマンス ジ・エッセンシャル60'sマスターズ2 - Command Performances: The Essential 60's Masters II（1995年）
- バギー万歳、殺し屋の烙印、トラブル・ウィズ・ガールズ&チェンジ・オブ・ハビット - Live a Little, Love a Little/Charro!/The Trouble With Girls/Change of Habit（1995年）
- オリジナル・サウンドトラック オーシャンズ11 - Ocean's Eleven（2002年）
- エルヴィス・アット・ザ・ムーヴィーズ - Elvis at the Movies（2007年）

オルタネイトテイク10
- Almost In Love（1970年）
- バギー万歳、殺し屋の烙印、トラブル・ウィズ・ガールズ&チェンジ・オブ・ハビット - Live a Little, Love a Little/Charro!/The Trouble With Girls/Change of Habit（1995年）

68カムバック・スペシャル・バージョン
- メモリーズ～'68カムバック・スペシャル - Memories: The'68 Comeback Special（1998年）
- 68カムバック・スペシャル・ボックス 40周年記念エディション - The Complete'68 Comeback Special: 40th Anniversary Edition（2008年）

JXL Radio edit
- ELV1S~30ナンバー・ワン・ヒッツ - Elvis 30 No.1 Hits（2002年）
- エルヴィス・バイ・ザ・プレスリーズ~オリジナル・サウンドトラック - Elvis By the Presleys（2006年）
- VIVA エルヴィス（日本版ボーナストラック） - VIVA ELVIS（2010年）

JXL Extended remix
シングル　ア・リトル・レス・カンヴァセーション - a little less conversation（2002年）
JXLアルバム・バージョン
ラジオJXL~ア・ブロードキャスト・フロム・ザ・コンピューター・ヘル・キャビン - Radio JXL: A Broadcast from the Computer Hell Cabin（2003年）
- 2枚組と1枚組の物があるが、1枚組の方には未収録。